# Laienwerbung
Laienwerbung ist die Einschaltung von nicht berufsmäßigen Kundenwerbern gegen Gewährung von Werbeprämien. So können hohe Kosten für den Außendienst oder ein aufwendiger Vertrieb über Zwischenhändler vermieden werden. Der Klassiker Tupperware bietet als Hersteller kleine Geschenke und ein Sternesystem zur Prämieneinlösung, während die vertriebsorientierten Anbieter prozentuale Beteiligungen vom Umsatz anbieten. 

## Formen
Charakteristisch für die Laienwerbung ist, dass der Unternehmer die persönlichen Beziehungen des Werbenden zu den potenziellen Kunden ausnutzt. Dies kann auf vielerlei Arten geschehen, beispielsweise durch vom Werber initiierte Sammelbestellungen oder eine Werbetätigkeit während der Arbeitszeit.

### Partywerbung
Bei der Partywerbung (besser bekannt als Tupperparty) veranstaltet der Werber eine Verkaufsveranstaltung und führt dort die beworbenen Produkte vor. Beispiele sind etwa Partylite (Kerzen; sogenannte „Kerzenpartys“), Under Over Fashion (Unterwäsche; sogenannte „Dessouspartys“), Facts Of Life (Erotikprodukte: „Dildopartys“ oder „Toypartys“), AnnJoy („Dessouspartys“) oder Cucina-Culinaria („Feinkostprodukte“).

## Widerrufsrecht
Viele durch Laienwerbung vermittelte Geschäftsabschlüsse sind Haustürgeschäfte i. S. d. § 312 BGB, sodass dem Käufer ein Widerrufsrecht zusteht.

## Lauterkeitsrechtliche Beurteilung
Grundsätzlich ist der Einsatz von Laienwerbern nicht zu beanstanden. Er birgt jedoch auch Gefahren: Dadurch, dass die Verkaufsgespräche oftmals im vertraulichen Kreis und unter Freunden und Bekannten stattfinden, besteht die Gefahr, dass sich ein Kunde nicht aufgrund einer rationalen Überlegung für ein Produkt entscheidet, sondern allein aus Rücksicht auf den Werber handelt. Dementsprechend kann sich eine Unlauterkeit aus § 4 Nr. 1 UWG ergeben. Auch kann § 4 Nr. 3 UWG einschlägig sein, wenn der Werber nicht deutlich macht, dass etwa ein angekündigter "Kaffeekranz" eigentlich eine Verkaufsveranstaltung ist.
Der Laie haftet dabei persönlich als Verletzer.